# Austin (Nevada)

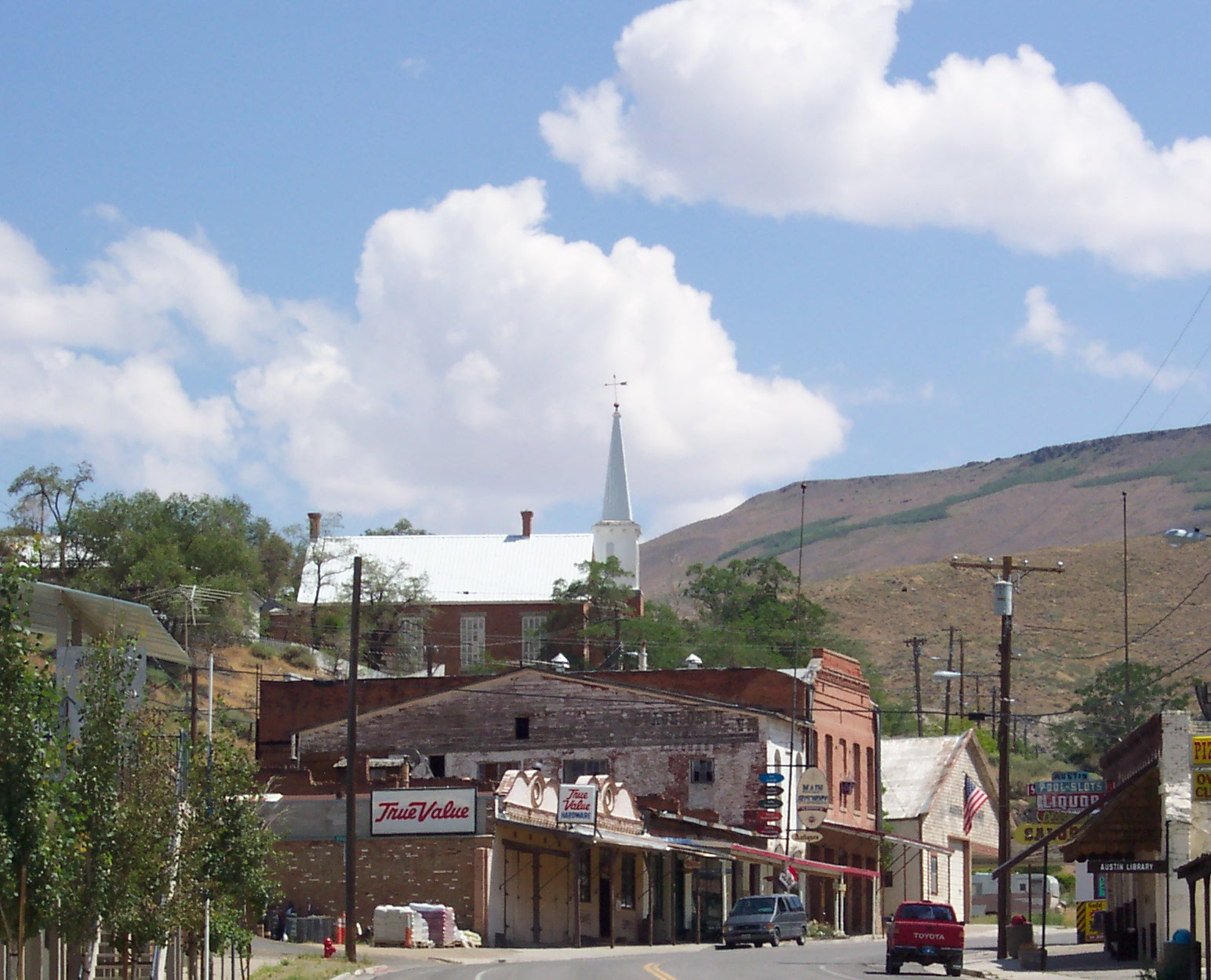
Austin vista de leste, a partir da U.S. Route 50

Austin é uma pequena comunidade não incorporada  e região censitária no condado de Lander, estado do Nevada, nos Estados Unidos. Em 2010, a sua população era de 192 habitantes. Fica na vertente ocidental da cordilheira Toiyabe
Entre 12 de julho e 19 de julho de 2014, ocorrerá em  Smith Creek Playa, 26 milhas (cerca de 42 quilómetros) o 14.º campeonato do mundo de Landsailing.  

## História

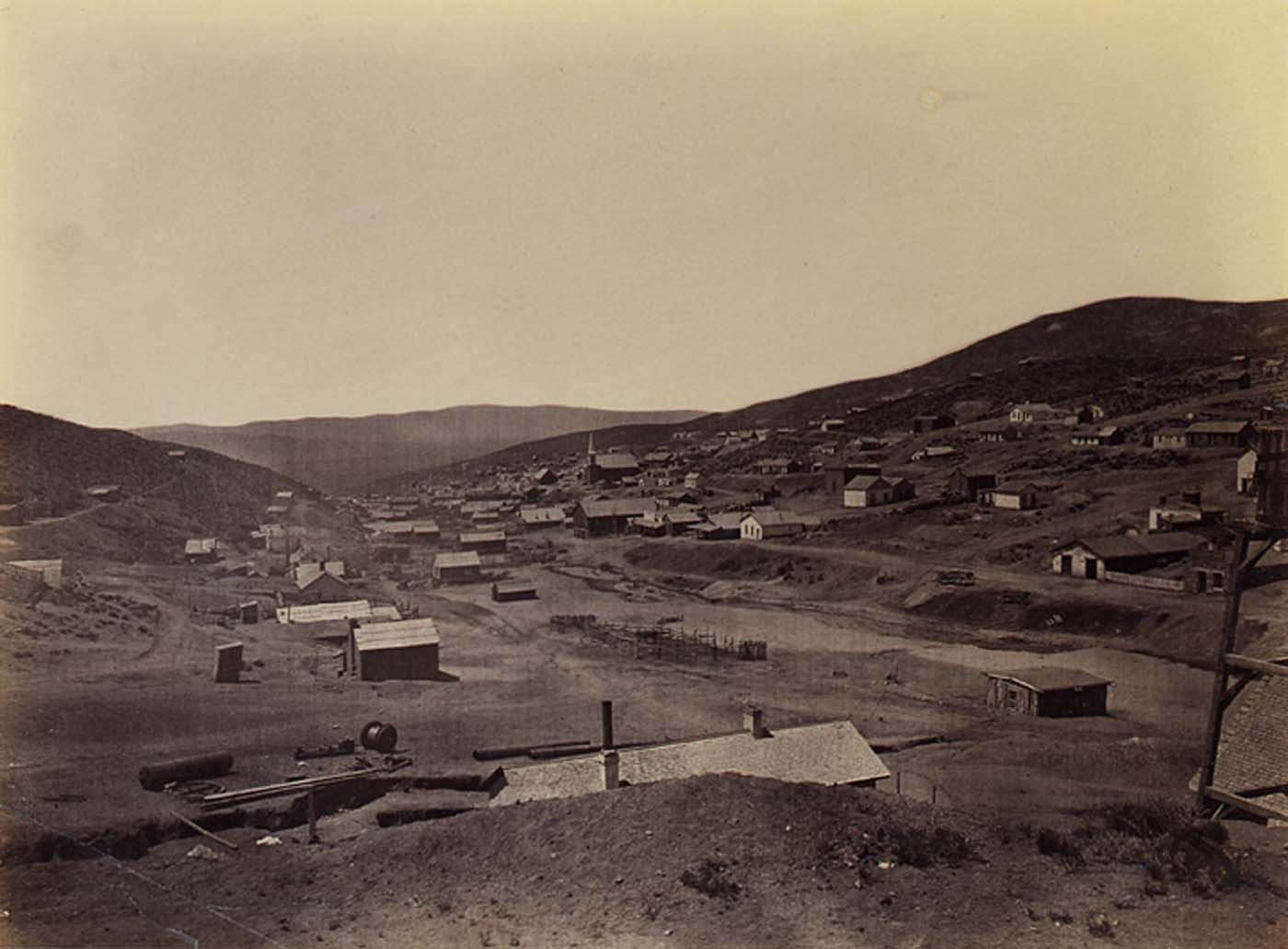
Austin em 1868. Fotografia de Timothy H. O'Sullivan.

O seu nome foi retirado da cidade homónima, no estado de Texas, Austin. Austin foi fundada em 1862 como parte da febre da prata, a mina  foi encontrada por um cavalo da Ponny Express que pontapeou sobre uma rocha. No verão de 1863, o distrito de Austin e o vizinho distrito Reese River Mining District tinham uma população de mais de 10.000 habitante e tornou-se a capital do condado de Lander ( a sede só seria mudada para Battle Mountain em 1979). Em 1864, Reuel Colt Gridley leiloou um simples saco de farinha e conseguiu mais de $250,000 para os United States Sanitary Commission (trad. Comissão Sanitária dos Estados Unidos), que fornecia ajuda aos feridos veteranos da Guerra Civil Americana .
A via férrea Nevada Central Railroad foi construída para ligar Austin com a Primeira Ferrovia Transcontinental em Battle Mountain que terminou em 1880. Contudo, nessa época o boom está quase a terminar. A principal produção de prata terminou em  1887, se bem que houvesse uma reanimação fraca na década de 1910. Em meados da década de 1950 houve um grande negócio de interesses nos depósitos de urânio na área, mas o minério provou ser de baixa qualidade. A mineração de ouro e prata continuaram na área esporadicamente e geralmente em baixos níveis de produção. A turquesa é ainda explorada na área em pequenas quantidades. A alta qualidade da turquesa, juntamente com várias lojas e joalharia fizeram de Austin uma espécie "de meca do Nevada turquesa".
Na atualidade, Austin é uma cidade fantasma se bem que "viva", um exemplo de uma bem preservada cidade dos princípios da mineração da prata no estado do Nevada. Possui quatro igrejas: a católica e a metodista foram ambas edificadas em 1866. A igreja metodista é usada como centro comunitário. A igreja católica foi comprada e está a sendo restaurada como centro culturas para o Nevada Central. A igreja episcopal foi erigida em 1878 e mantém-se intacta e está ainda em uso. Estas três igrejas estão listadas como o marcos históricos n.º 67 do estado do Nevada. A quarta igreja é um edifício mais recente construído pelos Mórmons. O hotel International, construído inicialmente em Virginia City em 1859 e transferido para Austin em 1863 ainda serve refeições e bebidas, mas não aluga quartos (existe um motel na mesma rua). Diz-se que esse hotel é o hotel mais antigo do estado do Nevada. Austin possui numerosos outros edifícios históricos, em vários estádios de conservação.
Stokes Castle, é uma estranha torre de pedra, localizada precisamente fora da vila. Foi mandado construir por  Anson Phelps Stokes,  um rico capitalista do leste dos Estados Unidos que tinha interesses em minas da região. Foi ocupado apenas durante um mês e a partir daí foi abandonado .

## Governo
Austin é a sede da tribo Yomba Shoshone Tribe of the Yomba Reservation.

## Atrações
A aproximadamente 24 quilómetros (15 milhas) de Austin há um conjunto de termas mantidas por visitantes e voluntários locais. A Hickison Petroglyph Recreation Area a 39 quilómetros (24 milhas) a leste de Austin,  apresenta um pequeno percurso interpretativo, onde visitantes podem ver desenhos antigos esculpidos nas rochas.

## Depósitos de prata
Os depósitos de prata em Austin consistem em estreitos veios de quartzo hospedados na rocha monzonito. Os principais minerais são
sulfuretos que contêm prata, incluindo largas quantidades de galena e tetraedrita. Minérios oxidados que eram muito baixos, incluíam (chlorargyrite) que foi facilmente reduzido para prata metálica, se bem que esses depósitos oxidados ficaram exaustos rapidamente.

## Cultura pop
- O filme de 1971 Vanishing Point inclui um polícia no coração de Austin.
- * No livro Lucky Luke Le Fil qui chante, a caravana faz uma paragem em Austin para reabastecer no posto elétrico.[6]